# Wireless metropolitan area network
 (décembre 2024).
Si vous disposez d'ouvrages ou d'articles de référence ou si vous connaissez des sites web de qualité traitant du thème abordé ici, merci de compléter l'article en donnant les références utiles à sa vérifiabilité et en les liant à la section « Notes et références ».
 (décembre 2024).

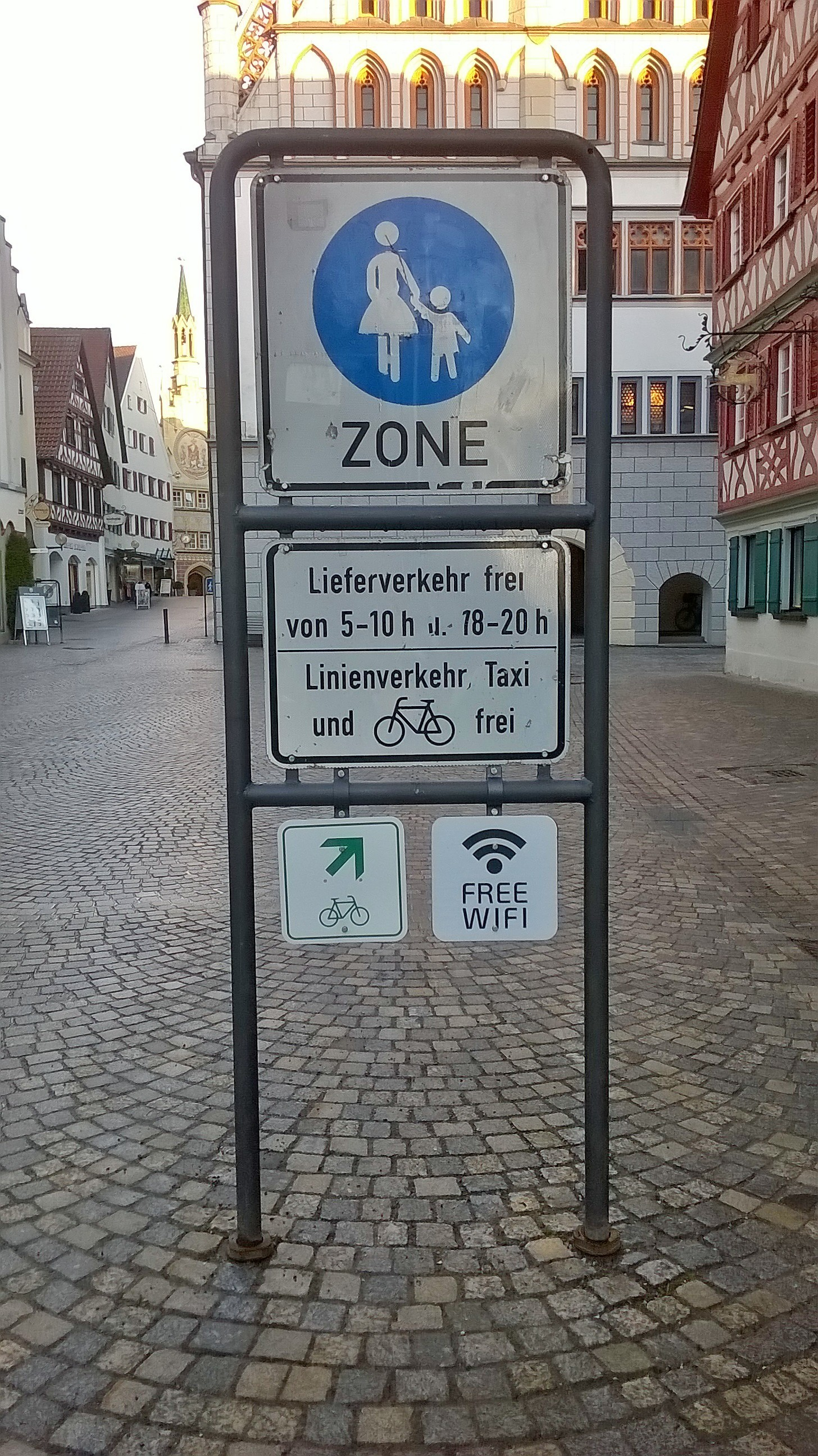
Panneau d'information pour un réseau métropolitain sans fil, Bad Waldsee, Allemagne.

Le réseau métropolitain sans fil (WMAN pour Wireless Metropolitan Area Network), aussi connu sous le nom de Boucle Locale Radio (BLR), est une technologie informatique pour le réseau.
Les WMAN sont basés sur la norme IEEE 802.16, et offrent un débit utile de 1 à 10 Mbit/s pour une portée de 4 à 10 kilomètres. Ce type de connexion est donc principalement destiné aux opérateurs de télécommunication.